# ТЕС Suzano Maranhão
5°25′3″ пд. ш. 47°34′4″ зх. д. / 5.41750° пд. ш. 47.56778° зх. д.
ТЕС Suzano Maranhão — теплова електростанція у бразильському штаті Мараньян, яка відноситься до комплексу целюлозного комбінату компанії Suzano Papel e Celulose.
Целюлозний комбінат Imperatriz, який розпочав роботу в 2013 році, обладнали содорегенераційним котлом, котрий спалює чорний натр (суміш органічних та неорганічних речовин, що залишається після варки целюлози) та продукує 1207 тон пари на годину. Для розміщення котла звели будівлю заввишки 105 метрів.
Частина виробленої пари використовується для живлення двох турбін потужністю по 127,4 МВт. Відпрацьована турбінами пара низького тиску далі використовується у технологічному процесі комбінату.
Надлишкова електроенергія постачається зовнішнім споживачам по ЛЕП, розрахованій на роботу під напругою 230 кВ.